# كاناي ياغي
كاناي ياغي (باليابانية: 八木かなえ؛ بالكانا: やぎ かなえ) هي رباعة يابانية، ولدت في 16 يوليو 1992 في كوبه في اليابان.

## وصلات خارجية
- كاناي ياغي على موقع أوليمبيديا (الإنجليزية)